# Lubuk Ngin Baru
Lubuk Ngin Baru is een bestuurslaag in het regentschap Musi Rawas van de provincie Zuid-Sumatra, Indonesië. Lubuk Ngin Baru telt 1067 inwoners (volkstelling 2010).